# 岩村敬
岩村 敬（いわむら さとし、1944年〈昭和19年〉7月12日 - ）は、日本の運輸・国土交通官僚。

## 来歴
1944年（昭和19年）7月12日、兵庫県に出生。1969年（昭和44年）、東京大学法学部を卒業し、同年7月、運輸省に入省。
入省後、運輸省大臣官房政策課エネルギー対策室長、国際運輸・観光局外航課長、航空局監理部総務課長、運輸省大臣官房文書課長、航空局飛行場部長などを歴任。エネルギー対策室長時代にメタノール自動車の普及を目的とした会社を立ち上げたり、外航課長時代に貨物運送業取扱法に携わるなどした。
1997年（平成9年）6月20日、運輸省海上交通局長に就任。
1998年（平成10年）7月1日、運輸省航空局長に就任。
2000年（平成12年）6月30日、運輸省運輸政策局長に就任。
2001年（平成13年）1月、国土交通省大臣官房長に就任。同年7月6日、総合政策局長に就任。
2002年（平成14年）7月16日、国土交通審議官に就任。
2004年（平成16年）7月1日、国土交通事務次官に就任。翌2005年（平成17年）8月15日、辞職。
退官後は財団法人港湾近代化促進協議会会長、慶應義塾大学環境情報学部教授、株式会社損害保険ジャパン顧問、東京大学公共政策大学院特任教授、関西電力株式会社顧問を務めたのち、2009年（平成21年）6月24日、関西国際空港株式会社取締役会長に就任。2012年（平成24年）6月30日まで務めた。会長退任後はPeach Aviation株式会社取締役、公益財団法人交通エコロジー・モビリティ財団会長、一般財団法人環境優良車普及機構会長、空港施設株式会社監査役などに就任。
2016年、瑞宝重光章。